# Flaga Japonii
Flaga Japonii (jap. 日章旗 Nisshō-ki; „flaga wschodzącego słońca” albo 日の丸 Hi-no-maru, „okrąg słońca/dysk słońca”) – znany potocznie w Japonii jako Hinomaru, czerwony dysk na białym tle, co symbolizuje wschodzące słońce i boginię Amaterasu.

## Historia

### Starożytność
Najwcześniejsze wzmianki słońca jako symbolu Japonii pojawiają się na początku VII wieku. W roku 607, w liście do chińskiego cesarza Sui Yangdi, zawarte są słowa „od Cesarza wschodzącego słońca“. Japonia jest czasem nazywana Krajem Wschodzącego Słońca (słowo Japonia to po japońsku Nihon, jap. 日本; 日 – słońce; dzień 本 – korzeń; pochodzenie, początek). Określenie to pochodzi z Chin i odnosi się do położenia geograficznego Japonii względem kontynentalnej Azji.
Słońce ma istotne znaczenie religijne i mitologiczne w Japonii. Według rodzimych wierzeń składających się na shintō, bogini słońca, Amaterasu Ōmikami, jest bezpośrednim przodkiem cesarzy, co daje im legitymację do panowania. Ponadto Amaterasu uważana jest za nauczycielkę m.in. rolnictwa, tkactwa, norm etycznych.

### Nowożytność

Flaga Japonii (1870-1999 z przerwami w latach 1945-1949)

Tymczasowa flaga Japonii podczas Okupacji Alianckiej (1945-1949)

Krótko po restauracji Meiji, 27 lutego 1870, urząd cesarski wydał Oświadczenie nr 57, które ustanowiło Hinomaru jako oficjalną banderę cywilną dla wszystkich japońskich statków. Była to pierwsza flaga państwowa Japonii, która funkcjonowała aż do roku 1885, gdy cesarski rząd anulował wszystkie prawa nieznajdujące się w Kanpō (dzienniku urzędowym). Jako skutek, Hinomaru była de facto flagą państwową, gdyż po restauracji Meiji nie wprowadzono żadnych ustaw definiujących symbole narodowe.
Użycie flagi wzrosło wraz z ekspansją Cesarstwa Japonii, gdzie była prezentowana na paradach i uroczystościach po zwycięstwach w pierwszej wojnie chińsko-japońskiej oraz w wojnie z Rosją. Służyła jako symbol japońskiego imperializmu, przykładowo jako oficjalna flaga japońskiej Korei. Była wykorzystywana aż do końca drugiej wojny chińsko-japońskiej i wojny na Pacyfiku.

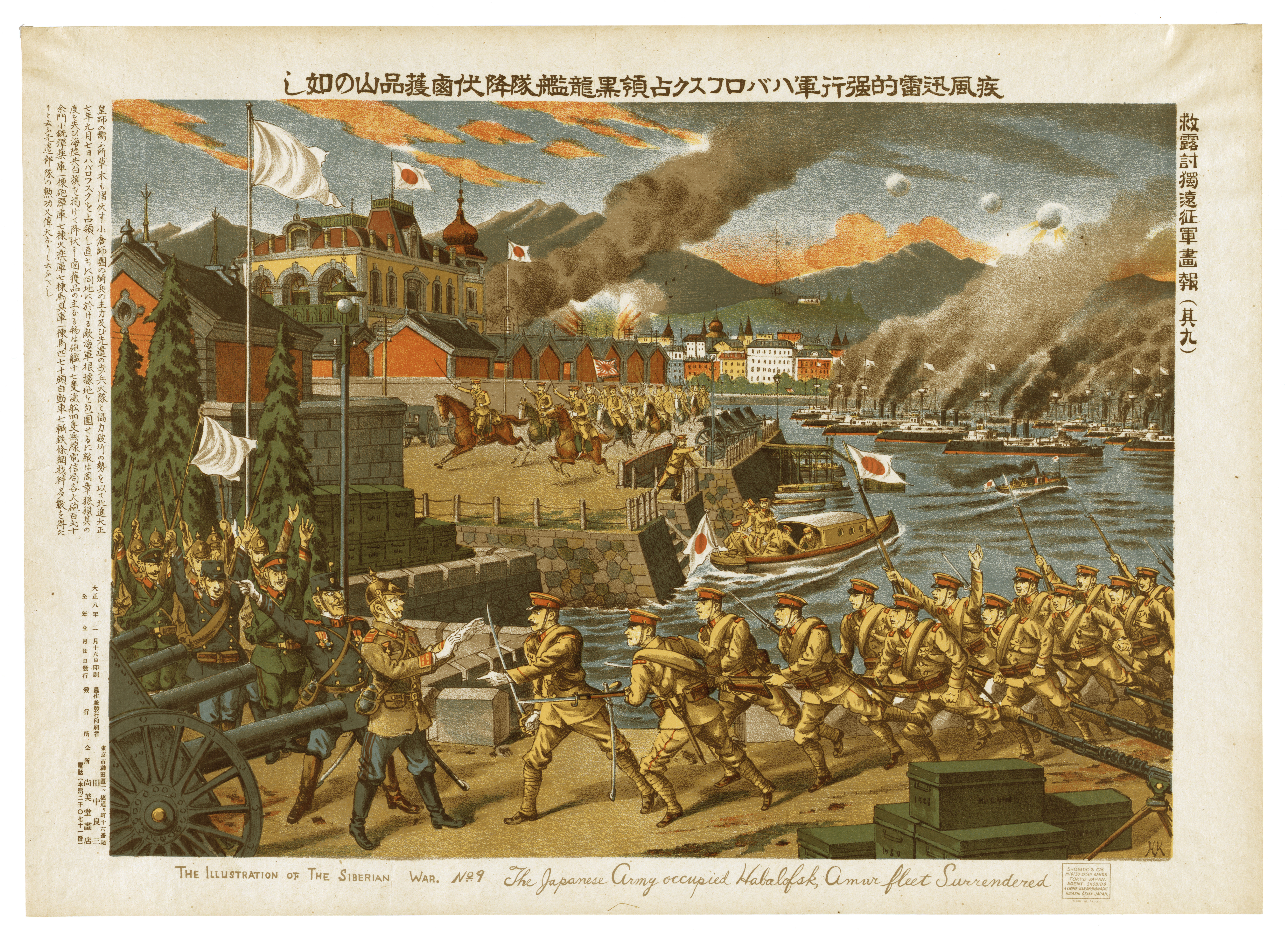
Ilustracja okupacji Chabarowska przez Japończyków. Zarówno Hinomaru jak i Kyokujitsu-ki są widoczne na obrazie.
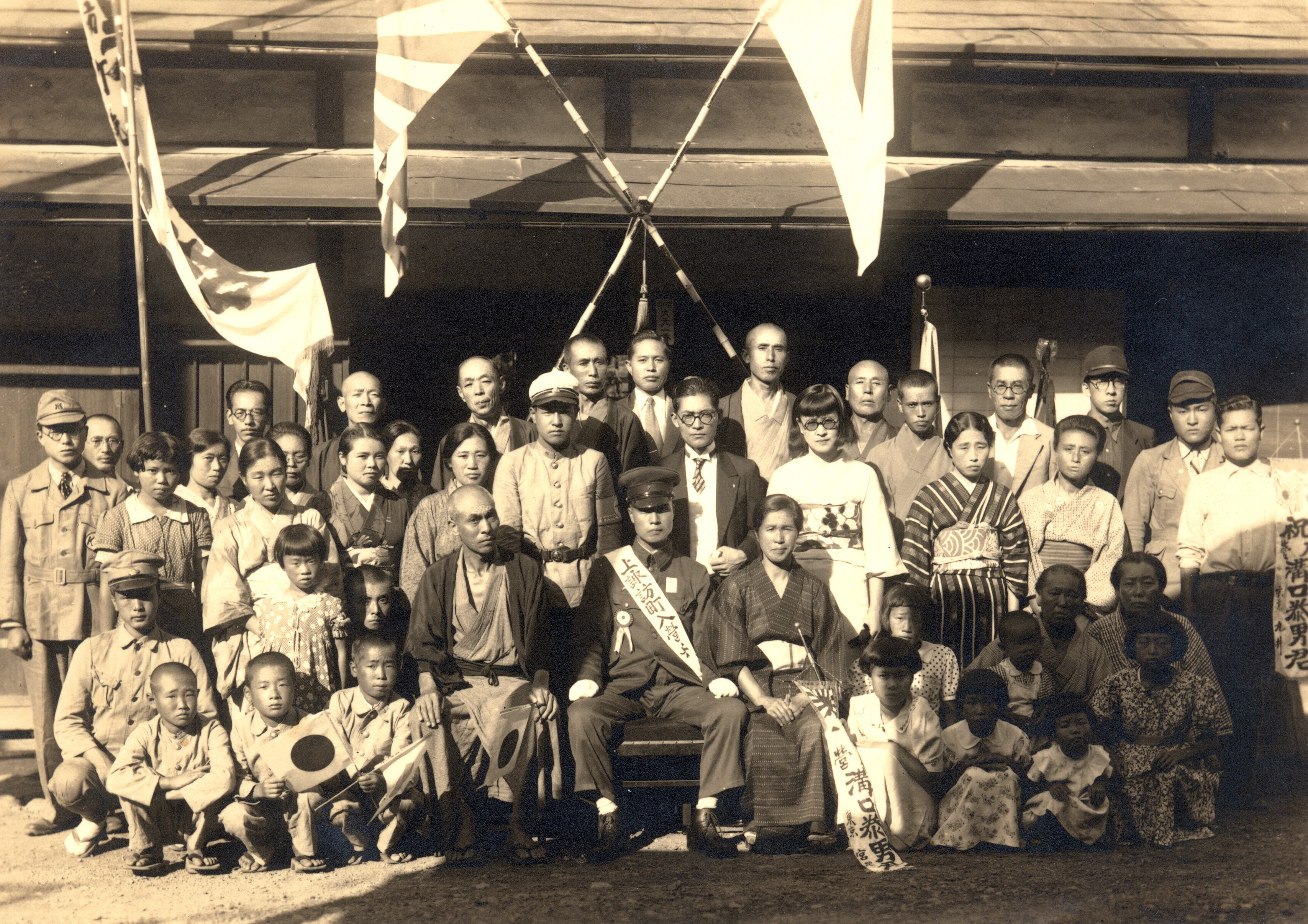
Zdjęcie naboru do wojska z 1939 roku. Flaga jest zawieszona na budynku oraz trzymana przez kilka osób.
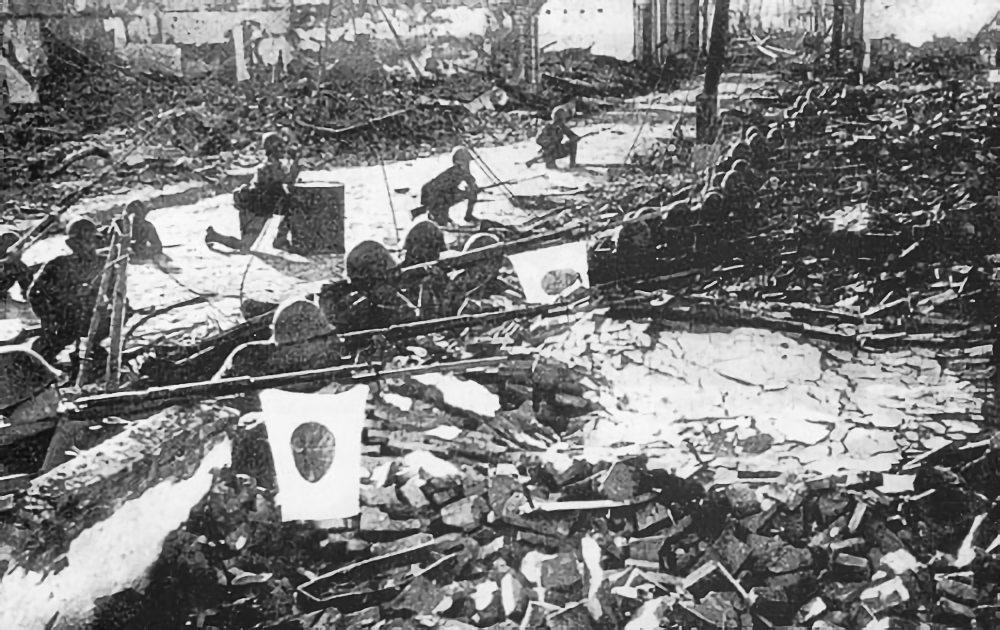
Japońscy żołnierze w ruinach Szanghaju podczas drugiej wojny chińsko-japońskiej
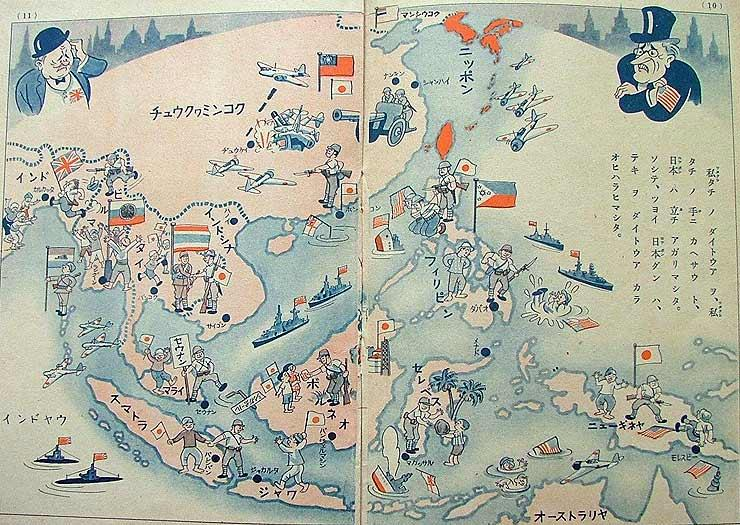
Fragment broszury propagandowej opublikowanej po konferencji tokijskiej (1943)

### Od roku 1945
Pomimo okupacji Japonii przez aliantów po II wojnie światowej, Hinomaru pozostała de facto flagą narodową, choć jej wywieszenie wymagało specjalnego pozwolenia od Naczelnego Dowódcy Sił Sprzymierzonych (SCAP). Te restrykcje zostały oficjalnie zniesione w styczniu 1949. Od 13 sierpnia 1999 używany jest obecny wariant japońskiej flagi.

## Konstrukcja, wymiary i barwy

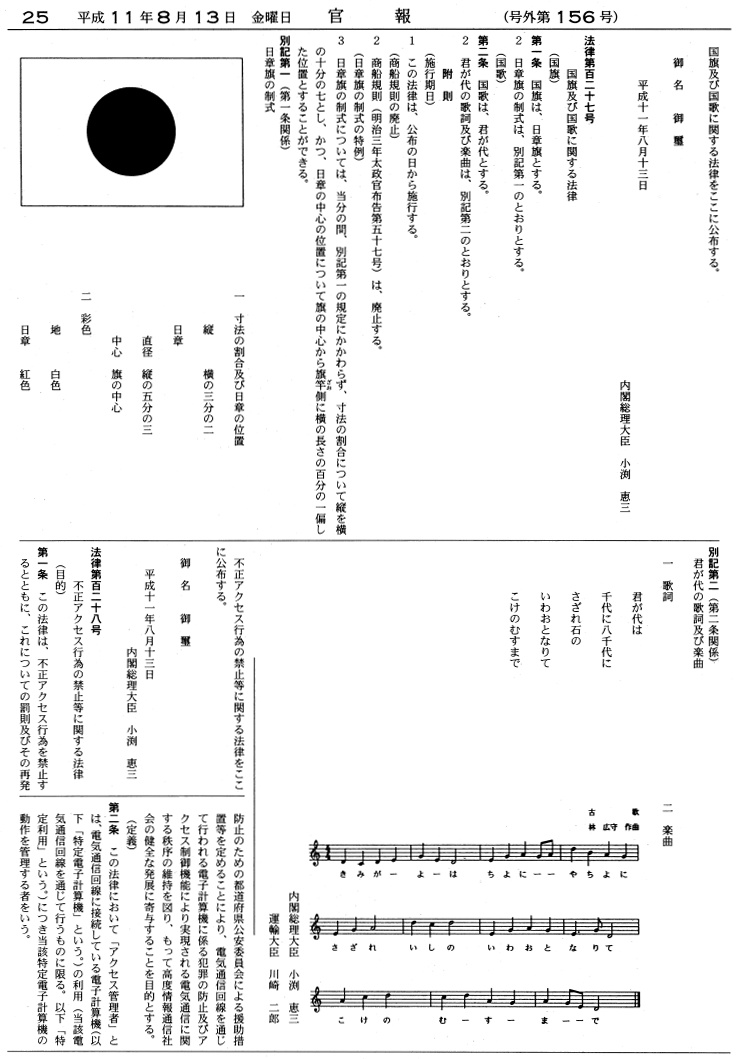
„Ustawa dotyczącą flagi państwowej i hymnu państwowego” w dzienniku urzędowym 15 sierpnia 1999

Wymiary flagi Japonii

Flaga z symbolem słońca jest używana w Japonii od setek lat, ale dopiero 13 sierpnia 1999 roku parlament przyjął „Ustawę dotyczącą flagi państwowej i hymnu państwowego” (jap. 国旗及び国歌に関する法律, Kokki oyobi kokka ni kansuru hōritsu), nadając jej oficjalny charakter.
Proporcja wysokości flagi do jej szerokości wynosi 2:3. Średnica tarczy słonecznej, umieszczonej dokładnie w centrum białego pola, wynosi 3/5 wysokości flagi. Słoneczna symbolika flagi (hi-no-maru) jest wynikiem inspiracji wschodem słońca nad oceanem. Japonia leży bowiem na zachodnim krańcu Oceanu Spokojnego.
| biały   | z Ustawy | z Oświadczenia |
| ------- | -------- | -------------- |
| #FFFFFF | #BC002D  | #B0313F        |
| od 1870 | od 1999  | 1870-1999      |

## Inne flagi

### Sztandar wschodzącego słońca

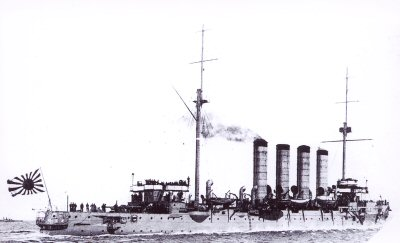
Japoński krążownik Soya z Kyokujitsu-ki na rufie

Jedną z odmian japońskiej flagi jest Kyokujitsu-ki (jap. 旭日旗, dosł. "sztandar wschodzącego słońca"), składająca się z 16 promieni odchodzących z centralnego słońca. Flaga była stosowana przez Cesarską Armię i Cesarską Marynarkę Wojenną do roku 1945.
Od roku 1954 sztandar jest używany przez Morskie Siły Samoobrony (JMSDF).
Obecnie używany jest również przez japońskich nacjonalistów oraz inne ruchy konserwatywne. Flaga ma negatywne skojarzenia w Chinach i Korei, podobne do flagi nazistowskich Niemiec. Powodem tego jest jej użycie przez Cesarstwo Japonii podczas okupacji Korei w latach 1910-1945, jak i również podczas okupacji Mandżurii oraz pierwszej i drugiej wojny japońsko-chińskiej.

Sztandar Cesarskiej Marynarki Wojennej (1889-1945)
Powojenna flaga Japońskich Sił Samoobrony (od 1954)
Obecny sztandar Morskich Sił Samoobrony
Flaga Cesarskiej Armii Japońskiej (1868-1945)

### Flaga cesarska

Flaga cesarza Japonii

Oprócz flagi państwowej, japoński cesarz również posiada swój własny sztandar. W obecnym stanie istnieje od roku 1889. Przedstawia on pozłacany 16-płatkowy kwiat chryzantemy (zwany Kikkamon, jap. 菊花紋) na czerwonym tle.
| złoty   | czerwony |
| ------- | -------- |
| #DCA600 | #BC002D  |
| od 1889 |          |

## Galeria

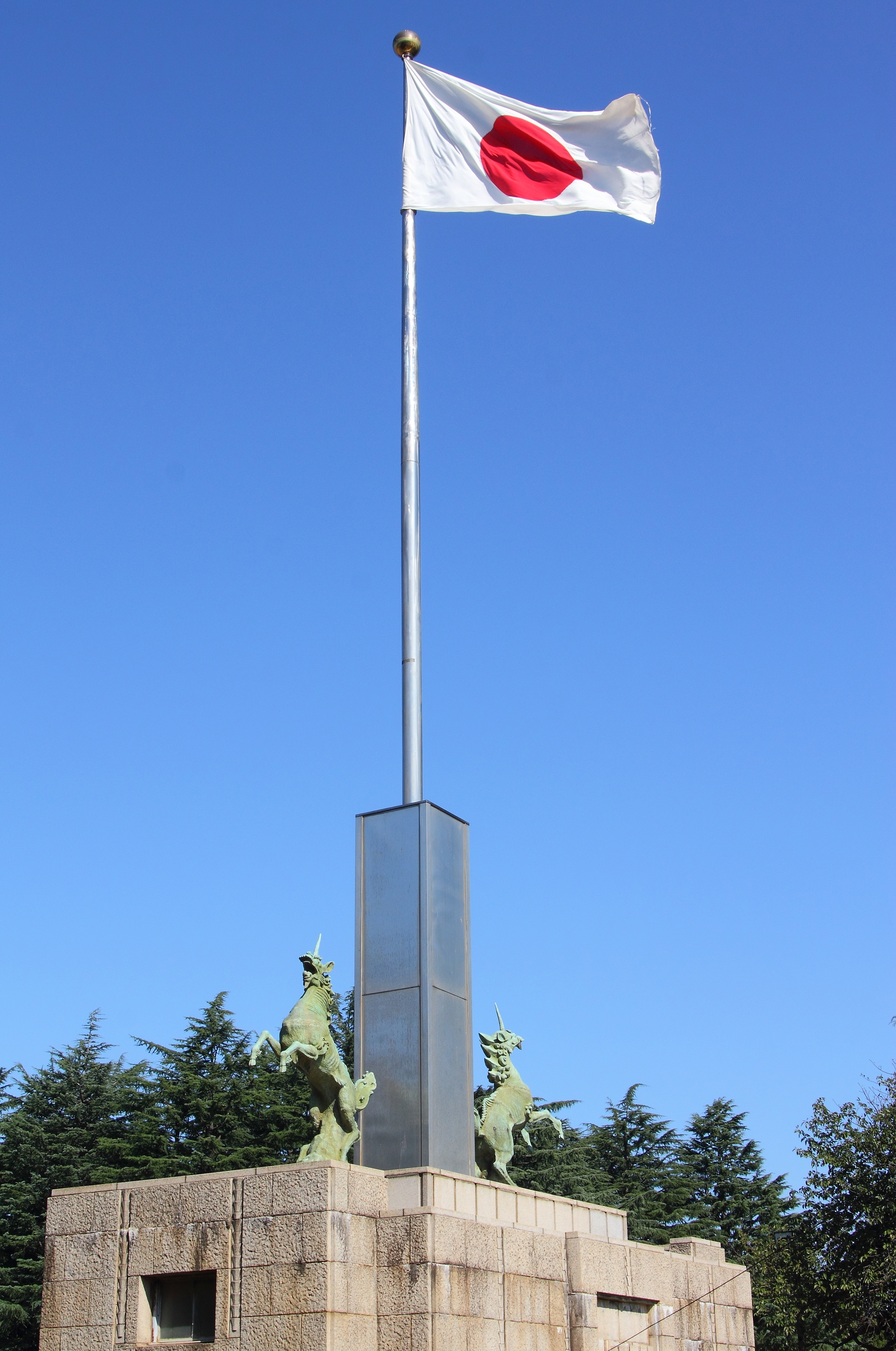
Japońska flaga w parku Meiji-jingū
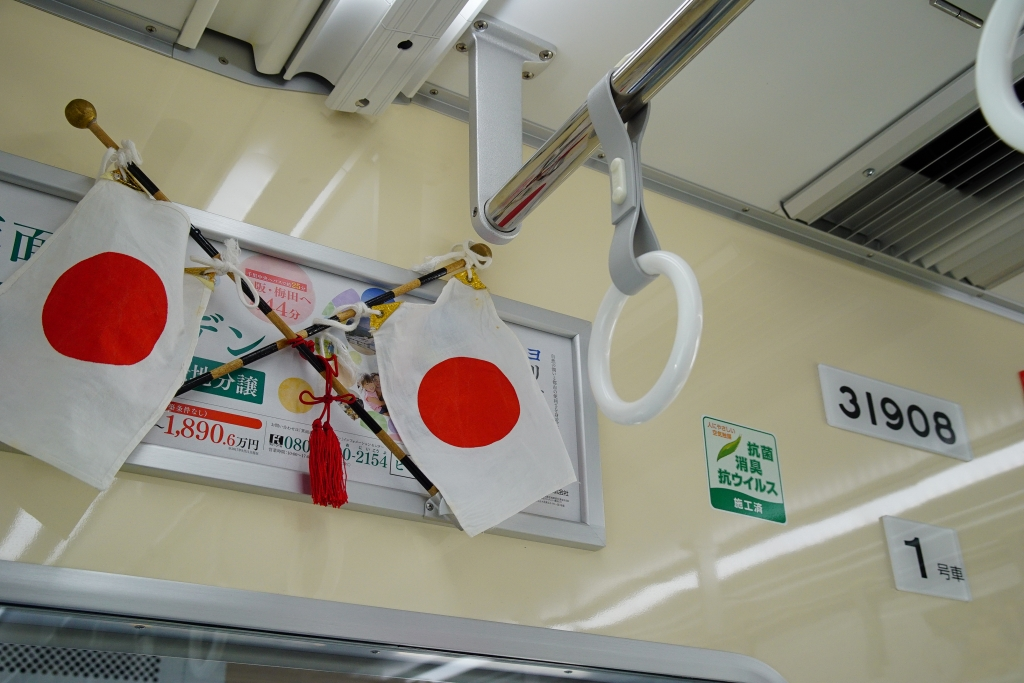
Japońska flaga w metrze miasta Osaka